# José Ramos e Ramos
José Ramos e Ramos nasceu e vive em Lisboa, é escritor e jornalista na RTP e começou a sua actividade profissional de jornalista,  ainda muito jovem, no jornal A Luta em Agosto de 1976 -(fundado por Brito Camacho e refundado no Verão Quente por Raul Rego, Grão Mestre do Grande Oriente Lusitano - Maçonaria e por Vítor Direito). 
Tem a Carteira Profissional de Jornalista nº 214.

## Biografia jornalística
Acompanhou em Itália o Processo Aldo Moro e a actividade das Brigadas Vermelhas. Um ano depois, entrevistou Otelo Saraiva de Carvalho para o  Correio da Manhã, sob a direcção de Vitor Direito, ex-chefe de Redacção do Diário de Lisboa e ex-chefe de Redacção do Jornal República, encerrado no âmbito do PREC.
Publicou no Expresso, a 20 de dezembro de 1980, um longo trabalho com Altino Dias de Oliveira, um arrependido das Brigadas Revolucionárias do PRP – Partido Revolucionário do Proletariado, detido no Estabelecimento Prisional de Lisboa, de que era director Gaspar Castelo Branco, mais tarde assassinado a tiro, pelas Forças Populares 25 de Abril, em Lisboa.
Dos seus trabalhos, destacam-se várias reportagens em televisão sobre os G.O.E. (Grupo de Operações Especiais - grupo policial português anti-sequestro), com o Coronel Albano Gama Diogo (antigo Capitão-Comando da 18ª Companhia de Comandos em Moçambique) e sobre os Comandos do Exército de Portugal, com o Coronel de Infantaria Rui Antunes Tomás, com louvores seus por escrito.
Fez uma longa reportagem televisiva sobre a Renamo (Resistência Nacional Moçambicana) em Moçambique, entre Maringué e Dondo, entrando pelo Malawi, ainda antes do cessar-fogo acordado em Roma (com a ajuda da Comunidade de Santo Egídio, o empenho total do secretário de Estado dos Negócios Estrangeiros José Manuel Durão Barroso e a envolvência do General Chito Rodrigues director da DINFO, actual DIMIL), com o repórter de imagem José Barros Marques e o assistente José Coimbra (www.rtp.pt).
Ultimamente tem feito várias reportagens especiais sobre serviços secretos, Opus Dei e Maçonaria para a RTP. Dedica-se agora à grande reportagem -30 minutos- sobre temas sociais no programa de informação Linha da Frente na RTP 1.
Foi membro da Direcção do Sindicato dos Jornalistas, sob a presidência de Alfredo Maia. E também membro da Comissão de Trabalhadores da RTP de 2000 a 2004 e dos Conselhos de Redacção da RTP de 2011 a 2016.
É praticante de tiro de precisão (calibre.22) desde 22 de Novembro de 1976, ST2 .

## Obra publicada
- Os Segredos do Patriarca. [S.l.]: Bertrand. Novembro de 2006. ISBN 9722515322